# Li Na (tenisistka)

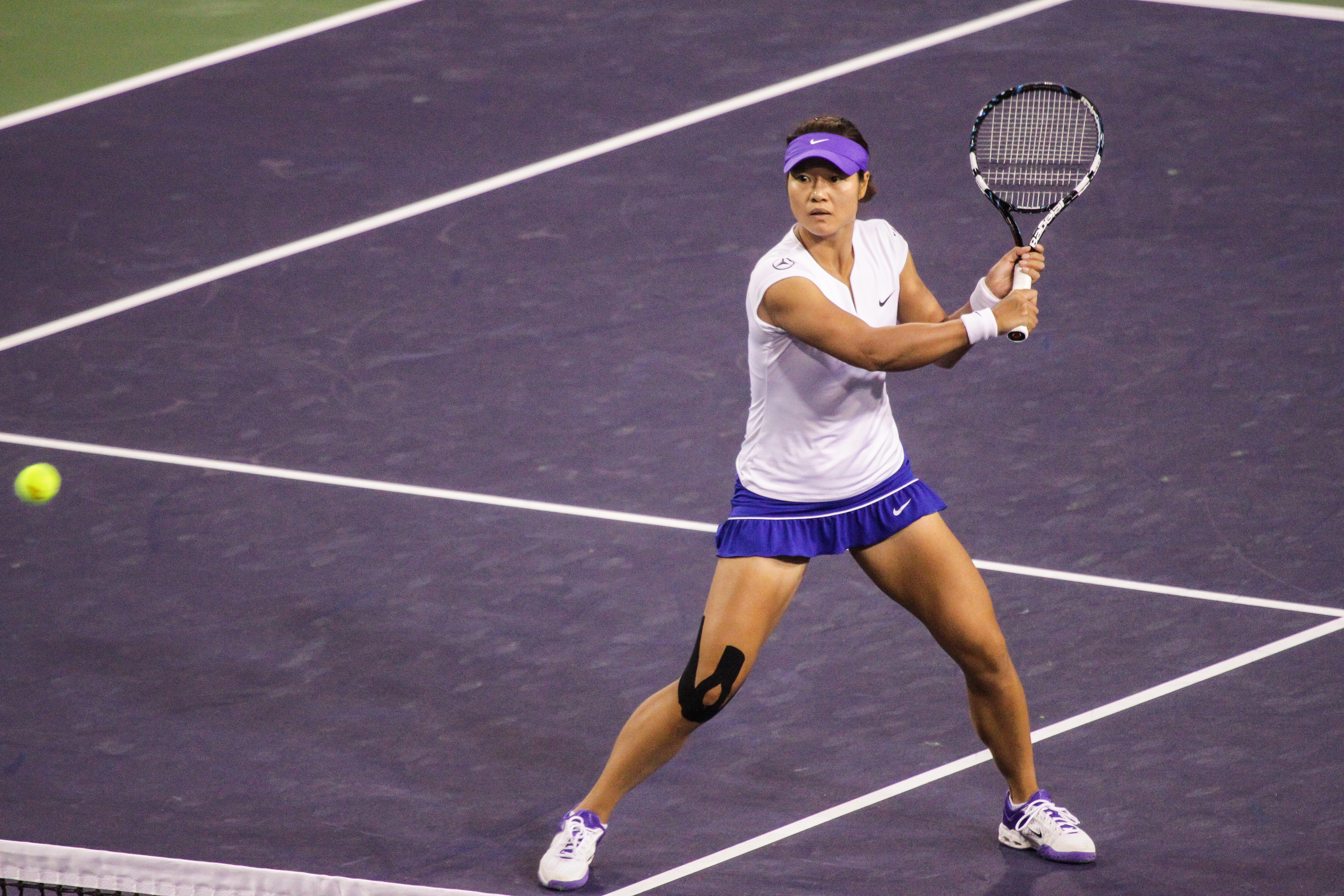
Li Na podczas BNP Paribas Open 2012

Li Na (chiń. 李娜; pinyin Lǐ Nà; ur. 26 lutego 1982 w Wuhanie) – chińska tenisistka, mistrzyni French Open 2011 i Australian Open 2014 oraz pierwsza w historii Azjatka, która zwyciężyła w singlowym turnieju wielkoszlemowym. Na korcie zarobiła 16 709 074 $, co plasuje ją w czołowej dwudziestce wszech czasów.
W 2019 została uhonorowana miejscem w Międzynarodowej Tenisowej Galerii Sławy.

## Kariera
W 1998 roku wygrała Asian Youth Cup. Sześć lat później wygrała pierwszą edycję zawodów w Kantonie.

### 2006
Na Wimbledonie dotarła do ćwierćfinału, przegrywając 4:6, 5:7 z Kim Clijsters. W Berlinie osiągnęła pierwszy półfinał kategorii WTA Tier I. Awansowała do pierwszej trzydziestki rankingu.

### 2007
Zaliczyła kolejny półfinał imprezy wysokiej rangi – Indian Wells.

### 2008
Wywalczyła trofeum w Brisbane. Doszła do przedostatniej rundy Doha oraz igrzysk olimpijskich w Pekinie.

### 2009
Zaliczyła ćwierćfinał Nowego Jorku i półfinał Tokio, co pozwoliło jej po raz pierwszy zakończyć rok w czołowej dwudziestce.

### 2010
Doszła do półfinału w Melbourne i Pekinu oraz triumfowała w Birmingham.

### 2011
Po zdobyciu pierwszego tytułu WTA Premier w Sydney doszła do wielkoszlemowego finału w Melbourne. Na kortach ziemnych osiągnęła półfinał w Madrycie i Rzymie, a w Paryżu zwyciężyła. W ten sposób weszła do top-10.

### 2012
Osiągnęła ostatnią rundę trzech kolejnych zawodów rangi Premier 5: w Rzymie, Montrealu i Cincinnati, wygrywając ostatni z nich.

### 2013
Kolejny sezon Li rozpoczęła od udziału w turnieju w Shenzhen, gdzie była najwyżej rozstawiona. W meczu finałowym pokonała Klárę Zakopalovą wynikiem 6:3, 1:6, 7:5, odnosząc siódme singlowe zwycięstwo w karierze. W następnym tygodniu rozstawiona z numerem czwartym, zagrała w Sydney. W półfinale uległa Agnieszce Radwańskiej 3:6, 4:6. Podczas Australian Open Chinka awansowała do finału. W meczu mistrzowskim uległa jednak Wiktoryi Azarance wynikiem 6:4, 4:6, 3:6.
Po dwumiesięcznej przerwie spowodowanej kontuzją Li powróciła na korty. Jej pierwszym turniejem po przerwie były zawody w Miami. Odpadła w ćwierćfinale, w którym przegrała z Sereną Williams 3:6, 6:7(5).
Następnie wzięła udział w zawodach w Stuttgarcie, w których osiągnęła finał. Przegrała w nim z Mariją Szarapową 4:6, 3:6. W Madrycie uległa w pierwszej rundzie szczęśliwej przegranej Madison Keys 3:6, 2:6. W Rzymie Li Na dotarła do trzeciej rundy. Na French Open przegrała w drugim meczu z Bethanie Mattek-Sands 7:5, 3:6, 2:6.
W Eastbourne i na Wimbledonie osiągała ćwierćfinały.
W zawodach US Open Series w Toronto i Cincinnati awansowała do półfinałów. Na US Open w meczu o finał uległa Serenie Williams 0:6, 3:6.
Następnie w Pekinie osiągnęła ćwierćfinał. Na kończącym sezon WTA Finals w meczu mistrzowskim uległa Serenie 6:2, 3:6, 0:6. Zajęła miejsce na podium w klasyfikacji końcoworocznej.

### 2014
Ostatni rok swojej kariery, tak jak poprzedni, mieszkanka Wuhanu rozpoczęła od triumfu w Shenzhen. Zdobyła też trofeum na Australian Open, pokonując w finale Dominikę Cibulkovą 7:6(3), 6:0.
W Indian Wells przegrała w półfinale, a w Miami – w finale.
W Madrycie i Rzymie osiągała ćwierćfinały, ale w Paryżu nie wygrała ani jednego meczu.
Na Wimbledonie odpadła w trzeciej rundzie. Później nie wyszła już na zawodowy kort, a we wrześniu ogłosiła zakończenie kariery.

### Gra podwójna
Zdobyła dwa tytuły deblowe: w 2000 roku w Taszkencie, gdzie partnerowała jej Ting Li, oraz w 2006 w Birmingham w parze z Jeleną Janković.

## Życie prywatne
Gra w tenisa, od kiedy skończyła osiem lat. Przez dwa lata uprawiała badminton. 27 stycznia 2006 poślubiła Jianga Shana, który przez pewien czas także był jej trenerem. W 2011 po nieudanym turnieju w Stuttgarcie zatrudniła Duńczyka Michaela Mortensena jako nowego trenera. 30 lipca 2012 podano, iż nowym trenerem chińskiej tenisistki został Carlos Rodríguez, wieloletni szkoleniowiec Justine Henin. Li rozpoczęła współpracę z Argentyńczykiem 16 sierpnia. Współpraca zakończyła się po Wimbledonie w sezonie 2014. 3 czerwca 2015 roku urodziła córkę, Alisę.

## Finały turniejów WTA
| Legenda                     | Legenda |
| --------------------------- | ------- |
| Wielki Szlem                |         |
| Igrzyska olimpijskie        |         |
| WTA Tour Championships      |         |
| 1988 – 2008                 |         |
| Kategoria I                 |         |
| Kategoria II                |         |
| Kategoria III               |         |
| Kategoria IV                |         |
| Kategoria V                 |         |
| 2009 – 2020                 |         |
| WTA Premier Mandatory       |         |
| WTA Premier 5               |         |
| WTA Premier                 |         |
| WTA International Series    |         |
| WTA 125K series (2012–2020) |         |

### Gra pojedyncza 21 (9-12)
| Końcowy wynik | Nr  | Data                 | Turniej         | Nawierzchnia  | Przeciwniczka        | Wynik finału       |
| ------------- | --- | -------------------- | --------------- | ------------- | -------------------- | ------------------ |
| Zwyciężczyni  | 1.  | 3 października 2004  | Kanton          | Twarda        | Martina Suchá        | 6:3, 6:4           |
| Finalistka    | 1.  | 1 maja 2005          | Estoril         | Ceglana       | Lucie Šafářová       | 7:6(4), 4:6, 3:6   |
| Finalistka    | 2.  | 7 maja 2006          | Estoril         | Ceglana       | Zheng Jie            | 7:6(5), 5:7, krecz |
| Zwyciężczyni  | 2.  | 5 stycznia 2008      | Gold Coast      | Twarda        | Wiktoryja Azaranka   | 4:6, 6:3, 6:4      |
| Finalistka    | 3.  | 8 marca 2009         | Monterrey       | Twarda        | Marion Bartoli       | 4:6, 3:6           |
| Finalistka    | 4.  | 14 czerwca 2009      | Birmingham      | Trawiasta     | Magdaléna Rybáriková | 0:6, 6:7(2)        |
| Zwyciężczyni  | 3.  | 13 czerwca 2010      | Birmingham      | Trawiasta     | Marija Szarapowa     | 7:5, 6:1           |
| Zwyciężczyni  | 4.  | 14 stycznia 2011     | Sydney          | Twarda        | Kim Clijsters        | 7:6(3), 6:3        |
| Finalistka    | 5.  | 28 stycznia 2011     | Australian Open | Twarda        | Kim Clijsters        | 6:3, 3:6, 3:6      |
| Zwyciężczyni  | 5.  | 4 czerwca 2011       | French Open     | Ceglana       | Francesca Schiavone  | 6:4, 7:6(0)        |
| Finalistka    | 6.  | 13 stycznia 2012     | Sydney          | Twarda        | Wiktoryja Azaranka   | 2:6, 6:1, 3:6      |
| Finalistka    | 7.  | 20 maja 2012         | Rzym            | Ceglana       | Marija Szarapowa     | 6:4, 4:6, 6:7(5)   |
| Finalistka    | 8.  | 13 sierpnia 2012     | Montreal        | Twarda        | Petra Kvitová        | 5:7, 6:2, 3:6      |
| Zwyciężczyni  | 6.  | 19 sierpnia 2012     | Cincinnati      | Twarda        | Angelique Kerber     | 1:6, 6:3, 6:1      |
| Zwyciężczyni  | 7.  | 6 stycznia 2013      | Shenzhen        | Twarda        | Klára Zakopalová     | 6:3, 1:6, 7:5      |
| Finalistka    | 9.  | 26 stycznia 2013     | Australian Open | Twarda        | Wiktoryja Azaranka   | 6:4, 4:6, 3:6      |
| Finalistka    | 10. | 28 kwietnia 2013     | Stuttgart       | Ceglana       | Marija Szarapowa     | 4:6, 3:6           |
| Finalistka    | 11. | 27 października 2013 | Stambuł         | Twarda (hala) | Serena Williams      | 6:2, 3:6, 0:6      |
| Zwyciężczyni  | 8.  | 4 stycznia 2014      | Shenzhen        | Twarda        | Peng Shuai           | 6:4, 7:5           |
| Zwyciężczyni  | 9.  | 25 stycznia 2014     | Australian Open | Twarda        | Dominika Cibulková   | 7:6(3), 6:0        |
| Finalistka    | 12. | 29 marca 2014        | Miami           | Twarda        | Serena Williams      | 5:7, 1:6           |

### Gra podwójna 2 (2-0)
| Końcowy wynik | Nr | Data            | Turniej    | Nawierzchnia | Partnerka       | Przeciwniczki                       | Wynik finału  |
| ------------- | -- | --------------- | ---------- | ------------ | --------------- | ----------------------------------- | ------------- |
| Zwyciężczyni  | 1. | 18 czerwca 2000 | Taszkent   | Twarda       | Li Ting         | Iroda Tulyaganova Anna Zaporożanowa | 3:6, 6:2, 6:4 |
| Zwyciężczyni  | 2. | 18 czerwca 2006 | Birmingham | Trawiasta    | Jelena Janković | Jill Craybas Liezel Huber           | 6:2, 6:4      |

## Historia występów wielkoszlemowych

### Występy w grze pojedynczej
| Wielki Szlem               |     |     |     |     |     |      |      |     |      |     |       |
| Australian Open            | 3R  | 1R  | 4R  | 3R  | A   | SF   | F    | 4R  | F    | W   | 34–8  |
| French Open                | A   | 3R  | 3R  | A   | 4R  | 3R   | W    | 4R  | 2R   | 1R  | 20–7  |
| Wimbledon                  | A   | QF  | A   | 2R  | 3R  | QF   | 2R   | 2R  | QF   | 3R  | 19–8  |
| US Open                    | 1R  | 4R  | A   | 4R  | QF  | 1R   | 1R   | 3R  | SF   | A   | 17–8  |
| Zw.-Por. w Wielkim Szlemie | 2–2 | 9–4 | 5–2 | 6–3 | 9–3 | 11–4 | 14–3 | 9–4 | 16–4 | 9–2 | 90–31 |